# 姜太䝬
姜太䝬（韓語：강태주，1995年5月19日—），韓國男演員。

## 影視作品

### 劇集
| 年份   | 播放平台  | 劇名                           | 角色   | 備註  |
| 2020   | OCN       | 《Missing：他們存在過》        | 姜大成 | [ 2 ] |
| 2021   | Naver TV  | 《今天也很和平的中古「國家」》 | 柳恩浩 | 主演  |
| 2021   | KBS2      | 《你好？是我！》               | 閔景湜 | 配角  |
| 2024   | Apple TV+ | 《柏青哥2》                    | 白挪亞 | 青年  |
| 待公布 | TVING     | 《性語錄》                     | [ 6 ]  |       |

### 電影
| 年份 | 片名       | 角色 | 性質 | 備註  |
| 2024 | 《貴公子》 | 馬可 | 主演 | [ 7 ] |

## 獎項榮譽
| 年份 | 頒獎典禮         | 獎項           | 作品       | 結果 | 參考  |
| 2023 | 第43屆黃金攝影獎 | 最佳新人男演員 | 《貴公子》 | 獲獎 | [ 8 ] |

## 外部連結
- 官方网站
- 姜太䝬的Instagram帳戶
- 姜太䝬在NAVER上的资料
- 姜太䝬在Daum上的资料
- 姜太䝬在韩国电影数据库（KMDb）上的資料（韓語）
- 姜太䝬在互联网电影资料库（IMDb）上的資料（英文）
- 姜太䝬在HanCinema的頁面（英文）